# Anemia wrightii
Anemia wrightii är en ormbunkeart som beskrevs av Bak. Anemia wrightii ingår i släktet Anemia och familjen Anemiaceae. Inga underarter finns listade.